# Satyrus montana
Satyrus montana är en fjärilsart som beskrevs av Holik 1954. Satyrus montana ingår i släktet Satyrus och familjen praktfjärilar. Inga underarter finns listade.